# Consort
Consort är en ort i Kanada.   Den ligger i provinsen Alberta, i den centrala delen av landet, 2 600 km väster om huvudstaden Ottawa. Consort ligger 754 meter över havet och antalet invånare är 689.
Terrängen runt Consort är platt, och sluttar österut. Trakten runt Consort är nära nog obefolkad, med mindre än två invånare per kvadratkilometer..
Trakten runt Consort består till största delen av jordbruksmark.